# Listă de comunități desemnate pentru recensământ din statul Indiana

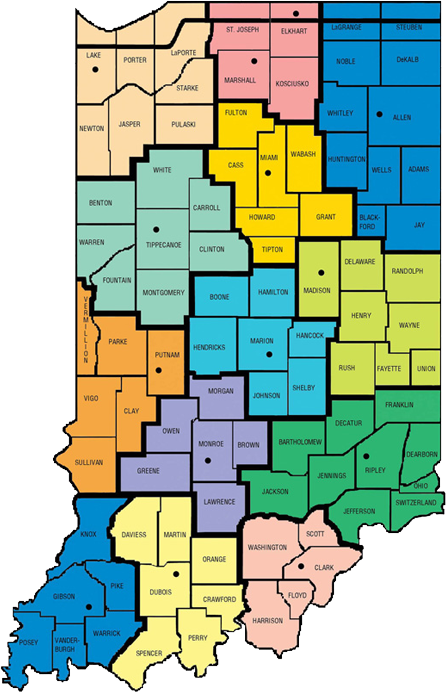
Harta statului
din SUA.

- Prezenta pagină este o listă de locuri desemnate pentru recensământ (CDP) - în engleză census designated places - din statul Indiana din Statele Unite ale Americii.

- Vedeți și Listă de comitate din statul Indiana.
- Vedeți și Listă de orașe din statul Indiana.
- Vedeți și Listă de târguri din statul Indiana.
- Vedeți și Listă de districte civile din statul Indiana.
- Vedeți și Listă de comunități neîncorporate din statul Indiana.
- Vedeți și Listă de localități din statul Indiana.

## A
- Aboite, comitatul Allen

## D
- Dunlap, comitatul Elkhart

## L

###### ======================
, Indiana|]], comitatul Daviess
, Indiana|]], comitatul Daviess

## N
- New Paris, comitatul Elkhart

## S
- Simonton Lake, comitatul Elkhart

## Z
- Zulu, comitatul Allen

## Alte legături interne
- Categorie:Liste de comitate din Statele Unite ale Americii după stat
- Categorie:Liste de orașe din Statele Unite după stat
- Categorie:Liste de târguri din Statele Unite după stat
- Categorie:Liste de districte civile din Statele Unite după stat
- Categorie:Liste de sate din Statele Unite după stat
- Categorie:Liste de comunități neîncorporate din Statele Unite după stat
- Categorie:Liste de localități dispărute din Statele Unite după stat
- Categorie:Liste de comunități desemnate pentru recensământ din Statele Unite după stat
- Categorie:Liste de rezervații amerindiene din Statele Unite după stat
- Categorie:Liste de zone de teritoriu neorganizat din Statele Unite după stat

respectiv
- Listă de comitate din statul Indiana
- Listă de orașe din statul Indiana
- Listă de districte civile din statul Indiana
- Listă de sate din statul Indiana
- Listă de comunități neîncorporate din statul Indiana
- Listă de zone de teritoriu neorganizat din statul Indiana
- Listă de localități dispărute din statul Indiana